# 22 Minutes (film)
Pour plus de détails, voir Fiche technique et Distribution.
22 Minutes (titre original : 22 минуты) est un film d'action militaire russe réalisé par Vassili Serikov, sorti en 2014.
Écrit par Igor Poroublev (ru), le film s'inspire de l'histoire vraie de la prise d'otages du navire-citerne russe Université de Moscou (en) ayant eu lieu en mai 2010 dans le golfe d'Aden. Le film a été produit par Alexeï Sidorov et tourné en russe à Malte et en Russie où il a été diffusé le 8 mai 2014 sous le titre litt. russe : «двадцать два минуты», RR : «Dvadtsat Dve Minouty», puis en France le 4 février 2015 en DVD sous le titre français : «22 minutes».

## Synopsis
Début mai 2010, le tanker gazier «YAMAL» battant pavillon de complaisance, quitte Sébastopol avec ses 23 membres d’équipage russes dont le capitaine Dekaline (Alexandre Galibine), pour aller livrer du 150 mille m3 de gaz en Chine,.
En Somalie, la musique rap est un style de musique déclaré « haram » (interdit par la religion musulmane). Kalash (Gaël Kamilindi), jeune adolescent, compose secrètement ses propres morceaux en attendant de rejoindre son ami qui vit aux Pays-Bas après un séjour en prison.
Amin Nour Barré (Eebra Tooré), Somalien musulman « rescapé » de l’Occident où il a étudié et vécu, revient au pays pour libérer sa patrie, la Somalie, et donner aux jeunes Somaliens un moyen de s’en sortir illégalement par de la piraterie en mer. Amin, armé d'un fusil et d'un grand couteau, enrôle dix Somaliens musulmans dont Kalash, enfant-soldat, et son grand frère. Kalash s’engage pour gagner suffisamment d’argent et quitter la Somalie. Il est prêt à aller passer quelque temps en prison aux Pays-Bas, pour ensuite vivre décemment.
Les Somaliens prennent trois petites embarcations, et partent à la recherche d'un tanker au large de l'île de Socotra dans le golfe d'Aden.
Dans la nuit du 5 mai au 6 mai 2010, les Somaliens repèrent le « YAMAL » au large de l'île de Socotra à plus de 300 milles marins (555,6 km) des côtes de la Somalie.
Les Somaliens accostent le tanker et passent à l’abordage. Le capitaine ordonne l'arrêt des moteurs et l'extinction des lumières, les pirates somaliens réussissent à attacher une échelle sur le tanker et montent sur leur nouvelle prise.
Le capitaine lance un signal de détresse qui est entendu par l’avion AP-3C Orion (en) de la Royal Australian Air Force, qui se dévie de sa trajectoire et vient sur lui. L'Orion arrive près du tanker et communique avec le capitaine du YAMAL.
L’avion relaie ensuite la communication au БПК 564 Адмирал Крылов (« Amiral Krylov ») qui est un ASM (navire anti-sous-marin), un БПК : Большой противолодочный корабль (ru) (litt. «grand anti-sous-marin DBO»), destroyer de classe Oudaloï du capitaine Tarassov (Denis Nikiforov) de l'infanterie navale russe.
Le commandant DBO Oukolov (Viktor Soukhoroukov) de l'état-major du ВМФ russe (авный Штаб ВМФРоссии) envoie le Krylov porter secours au tanker situé à six heures de distance,.
Les Somaliens montent à bord du tanker. Le capitaine ordonne de cacher tous les aliments et l'eau dans la cabine de pilotage, et lance un ultime message de détresse. Le capitaine et l'équipage se barricadent dans la salle des machines du gouvernail, excepté Vovka qui n'a pas le temps et qui est capturé.
Plutôt que de s’enfuir du tanker, les pirates restent sur le tanker pour prendre des otages et avoir la possibilité d'utiliser des boucliers humains, et ainsi dissuader une opération de sauvetage et exiger une rançon de 20 millions de dollars. Les pirates essaient de forcer l’entrée bloquée par l’équipage.
Après 19 heures de détention, Tarassov (Denis Nikiforov), le capitaine du БПК Krylov (Крылов), arrive près du tanker et envoie deux zodiacs de marins soldats de l’infanterie navale dont Sanya Yejov (Makar Zaporojski (de)). Les Somaliens tirent sur les soldats marins. Sanya Yejov tombe à l'eau et est capturé. Le Krylov envoie un hélicoptère de reconnaissance, un Kamov Ka-52 Alligator, qui revient bredouille. Amin dit à Sanya d'aller dire à l'équipage de se rendre et qu'ils sortent de la salle des machines. Amin réclame ses 20 millions de dollars à Olga Gourova qui refuse. Amin tranche la gorge de l'employé Vovka et jette son corps par-dessus bord. Sanya Yejov voit qu’Amin fait mettre des explosifs sur le tanker.
Pour faire l'assaut, les Russes ont besoin de faire diversion. Tarassov communique en code Morse international avec Sanya. Il lui dit que l'assaut aura lieu à six heures du matin et qu'il doit faire diversion.
Alors que tous les Somaliens sont a genoux à l'heure de la prière, le grand frère de Kalash danse, ce qui contrarie Amin qui le jette en pâture aux requins. Kalash décide d’aider les Russes.
À 6 heures du matin, des vedettes rapides transportant des marins soldats de l’infanterie navale abordent le tanker. Kalash fait diversion avec sa composition musicale en la faisant passer dans les haut-parleurs du tanker. Amin poignarde mortellement le pirate Kalash.
Les Russes grimpent à bord du tanker. Les Somaliens tirent avec leurs AK, contrairement aux Russes qui combattent qu'avec une arme blanche pour ne pas faire exploser les réserves de gaz. Les Somaliens sont neutralisés après que douze Russes sont tués.
Les Russes mettent les Somaliens dans un canot pneumatique avec de la nourriture et de l'eau, mais sans équipement de navigation. Les Russes mettent le canot à la dérive à 300 milles marins (555,6 km) au large de la Somalie avec une bombe qui explose quelques secondes plus tard.
Selon le Ministère de la Défense de la Russie, les Somaliens n'ont pas atteint la côte et sont probablement morts en mer.

## Fiche technique
- Titre : 22 Minutes
- Titre original : russe : 22 минуты (RR : 22 minuty)
- Réalisation : Vassili Serikov
- Scénario : Igor Poroublev (ru)
- Photographie : Dmitri Iachonkov (ru)
- Musique : Ivan Ourioupine (ru)
- Distribution des rôles : Natalia Troïtskaïa
- Producteur : Alexeï Sidorov
- Sociétés de production : Central Partnership
- Pays d'origine : Russie
- Langue originale : Russe
- Format : couleur - 16/9 :4/3 - Dolby Digital - 35 mm[9]
- Genre : Action et Guerre
- Durée : 80 minutes
- Budget : 6 500 000 $US
- Année de production : juin 2012 (tournage) - 2014 (post-production et finalisation)
- Dates de sortie :
  - Russie : 14 mai 2014
  - Japon : 3 octobre 2014 (première DVD)
  - France : 4 février 2015 (première DVD)

## Distribution
- Makar Zaporojski : Alexandre Yejov dit Sanya Yejov[10]
- Alexandre Galibine : Dekaline, le capitaine du tanker-méthanier YAMAL
- Denis Nikiforov : le capitaine d'infanterie de marine Tarassov, commandant du Krylov
- Viktor Soukhoroukov : Oukolov, le commandant DBO
- Igor Taradaïkine (ru) : l'amiral Vaganov
- Ekaterina Malikova : Olga Gourova, représentante de la compagnie de gaz
- Sergueï Aprelski : Sinelnikov, représentant l’affréteur, propriétaire du tanker
- Gaël Kamilindi : Kalash, le pirate
- Eebra Tooré : Amin Nour Barré, le chef des pirates somaliens
- Vladislav Diomine (ru) : le sous-officier Moguila
- Ivan Porodnov : le sergent Tikhonov
- Vladislav Poguiba : Kolytch
- Maxime Plechko :un marin du Krylov
- Piotr Korolev : Kolia, mécanicien de bord
- Prokhor Zikora : le second capitaine du tanker
- Anton Toropov : Vovka
- Edouard Soloviov : le médecin de bord
- Alexandre Vorobiov (uk) : le contre-amiral Ryjov
- Andreï Fomine : l'officier-navigateur
- Igor Mechtcherine : le chef de l'état-major de la Flotte maritime militaire de Russie

## Lieux du tournage
Le tournage a commencé en juin 2012, et a eu lieu à Moscou, à Sébastopol (dans la Baie de Cosaque - décor principal du tanker, l'hôpital flottant « Ienisseï ») et à Malte. Certaines étapes du tournage ont aussi eu lieu à Vladivostok à bord de navires de combat anti-sous-marins (Противолодочный корабль (ru)).

## Critique et réception
Le 28 février 2014, le producteur Alexeï Sidorov écrit une lettre ouverte à Vladimir Medinski (ministre de la Culture de la fédération de Russie) et à Anton Malychev, directeur exécutif du Fonds du cinéma pour protéger la bande de la catastrophe, conduite par Central Partnership.
Selon lui, la société a déformé la trame narrative de l'intrigue, gâté toute la dramaturgie des relations entre les personnages, et violé l'histoire des événements et la logique chronologique.
Dans les faits réels, le tanker est un pétrolier et non pas un gazier. Aussi, les noms ont été changés. Le nom du tanker n'est pas « YAMAL » mais en réalité «Московский университет» (russe), Moskovskiy Universitet (RR), Université de Moscou, battant pavillon libérien (et non pas celui du film, qui est un pavillon de complaisance), et son capitaine était le capitaine Georges Tourltchinski. Le vrai nom du destroyer est le БПК 543, Marechal Chapochnikov et son capitaine interprété par Denis Nikiforov, est lldar Akhmerov.
Dans les faits réels, le tanker essaie d'échapper aux Somaliens en fonçant à une vitesse de neuf nœuds, et en tirant sur eux avec des canons à eau et des pistolets de détresse, alors que dans le film, les Somaliens montent sans résistance, et le capitaine ordonne l'arrêt des moteurs et l'extinction des lumières. Dans les faits réels, les pirates tirent sur l'hélicoptère qui riposte en tuant un Somalien. L'attaque russe se fit par deux coups de semonce sur le tanker, puis sous le couvert du feu, les soldats de la marine de l’infanterie navale ont abordé le tanker avec des vedettes rapides. Les Russes ont désarmé dix Somaliens, saisi leurs échelles et les trois embarcations. Après 20 heures de détention, les 23 membres de l'équipage du pétrolier ont été secourus sains et saufs en 22 minutes.
Dans le film, huit soldats camarades russes armés de couteaux gagnent contre quarante-cinq Somaliens armés d'AK-47, alors que dans les faits réels, le rapport de force était inversé.
Dans la scène finale, la mariée court vers le phare Basarhyna, zone du ministère de la Défense, dont l'accès aux civils est interdit. À la fin, pendant l'approche du Krylov vers le port, l'équipage se range en ligne comme l'US Navy, car en Russie, cette tradition marine n’existe pas, car cette opération est délicate, toute l'équipe doit être à son poste militaire.
Le 23 avril 2014, l'équipe de création du film écrit une lettre ouverte, dans lequel elle regrette les actions de la société Central Partnership et déclare officiellement qu'elle n'a rien à voir avec ce que cette société a prévu et créé.